# El Viaducte

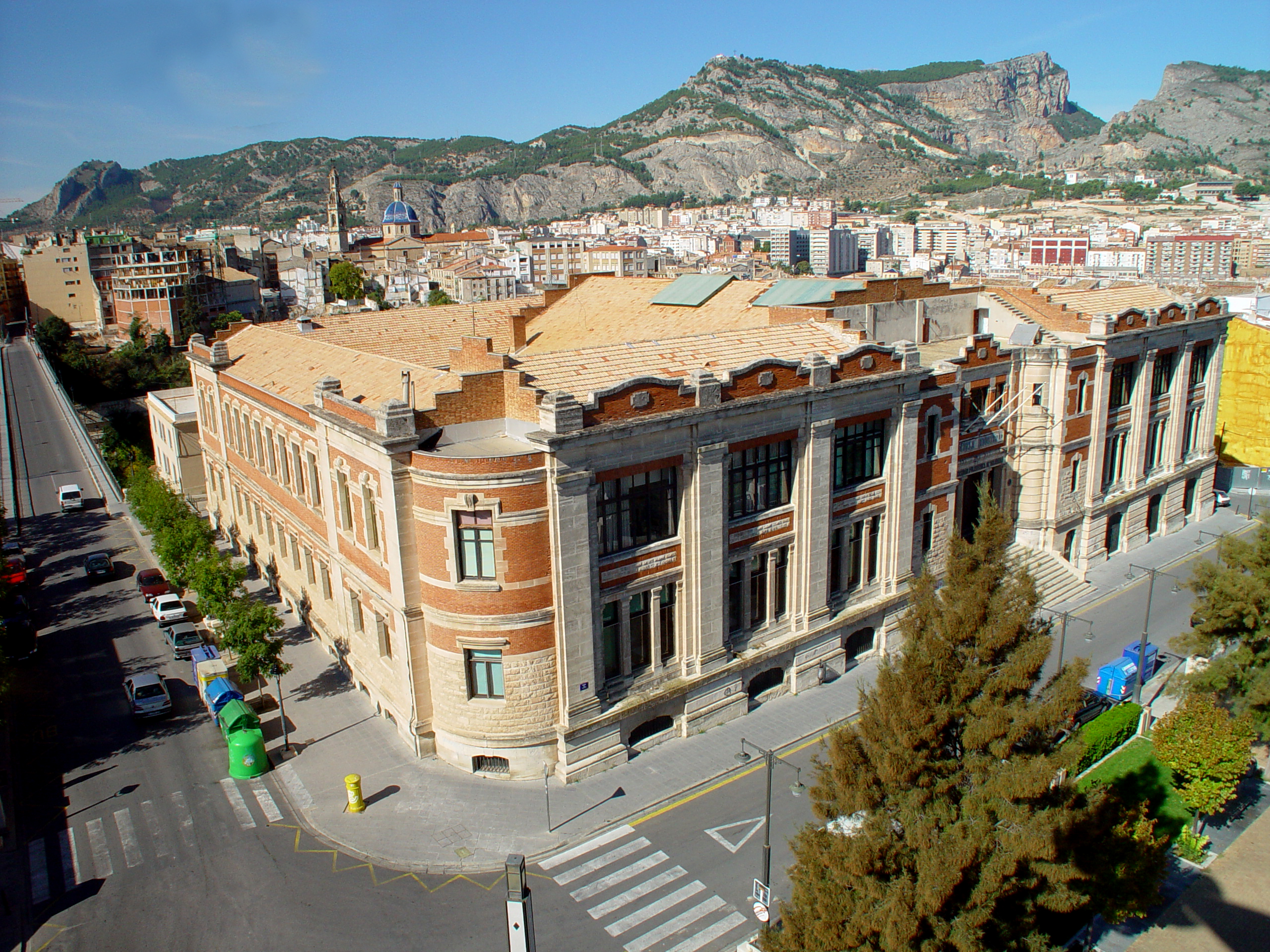
Viaducte Canalejas (esquerra), edifici Viaducte i part del passeig

El barri d'El Viaducte d'Alcoi, es va poder desenvolupar gràcies a la inauguració el 24 de febrer de 1907 del Viaducte de Canalejas, diputat a Corts pel districte d'Alcoi. Té una longitud de 200 metres, llarg per al qual es van usar 325 tones d'acer que descansen sobre tres pilars i dos estreps que eleven el conjunt fins a una alçària màxima de 54 metres sobre el riu Molinar.

## Situació i població
Per la seua orografia és el barri en menys habitants d'Alcoi, 1.122, tan sols l'1,76% de la població. Situat a la falda de La Serreta és travessat per la CV-788, on tradicionalment s'han celebrat carreres de ral·lis a la zona del Rebolcat. Els rius Molinar i Serpis l'acaben d'encaixonar.
Consta d'una zona plana, el passeig (va ser reomplit en els anys trenta), que és la zona més edificable i altres zones més escarpades, on s'han fet cases unifamiliars. El Pla General de 1989 el va dotar d'un gran parc en lo que era una zona de xaboles, la coneguda popularment com la cuesta de las flores a mig camí entre el Tossal i el Viaducte. Fins a la creació del Parc Intercomarcal de Bombers, el barri acollia a la dotació de bombers d'Alcoi en les primitives cotxeres dels autobusos La Alcoyana.

## L'Hospital Suec-Noruec
El barri compta com a edifici emblemàtic amb l'Hospital suec-noruec, creat a Alcoi el 1937, gràcies a la solidaritat de la població més progressista de la societat escandinava amb l'Espanya republicana i democràtica. Pocs mesos després de l'inici de la guerra, tant en Noruega com a Suècia es van constituir comitès d'ajuda a Espanya. Estos, estaven impulsats per organitzacions socials i polítiques de variada naturalesa, generalment progressista, i que van recaptar fons monetaris per a l'ajuda humanitària al poble espanyol.
L'hospital va ser ràpidament dotat de material i personal sanitari. A pesar de la seua presència la zona no es va lliurar dels bombardejos de l'aviació italiana.
Hui en dia és una de les tres seus del campus d'Alcoi de la Universitat Politècnica de València. A la zona es troba també el Col·legi Major "Ovidi Montllor".